# Kimberly Caldwell
Kimberly Ann Caldwell-Harvey, ou apenas Kimberly Caldwell (Katy, 25 de Fevereiro de 1982) é uma cantora, atriz e apresentadora de TV estadunidense. Ela alcançou a fama ao se tornar finalista da segunda temporada do reality show American Idol. Após o programa, foi correspondente de entretenimento e apresentou vários programas no canal TV Guide Network. Seu álbum de estreia, Without Regret, foi lançado em 19 de abril de 2011.

## Singles
- Who Will You Run To
- Fear of Flying
- Mess of You[2]
- Desperate Girls & Stupid Boys
- Naked